# Sam Bottoms
Samuel John "Sam" Bottoms (Santa Barbara, 17 oktober 1955 - Los Angeles, 16 december 2008) was een Amerikaans acteur en producer. Bottoms werd geboren als zoon van een beeldhouwer en kunstleraar. Hij is de broer van de acteurs Timothy Bottoms, Joseph Bottoms en Ben Bottoms. Hij zal vooral herinnerd worden voor zijn rol als Lance Johnson in Francis Ford Coppola's meesterwerk Apocalypse Now. Voordien speelde hij ook met Clint Eastwood in The Outlaw Josey Wales. Hij stierf aan een hersentumor.

## Televisie
- NYPD Blue (2004)
- My Neighbor's Daughter (1998)
- Mercenary II: Thick & Thin (1997)
- The X Files (1995)
- Zooman (1995)
- Murder, She Wrote (1989-1991)
- 21 Jump Street (1990)
- Island Sons (1987)
- The Witching of Ben Wagner (1987)
- Gringo mojado (1986)
- No Earthly Reason (1984)
- Return to Eden (1983)
- Desperate Lives (1982)
- East of Eden (1981)
- The Eddie Capra Mysteries (1978)
- Greatest Heroes of the Bible (1978)
- Marcus Welby, M.D. (1976)
- Cage Without a Key (1975)
- Lucas Tanner (1974)
- Savages (1974)
- Doc Elliot (1974)

## Filmografie
- Finishing the Game (2007)
- SherryBaby (2006)
- Winter Passing (2005)
- Shopgirl (2005)
- Havoc (2005)
- Seabiscuit (2003)
- Looking Through Lillian (2002)
- True Files (2002)
- Shadow Fury (2001)
- The Unsaid (2001)
- Joseph's Gift (1998)
- Snide and Prejudice (1997)
- Project Shadowchaser III (1995)
- Sugar Hill (1994)
- The Trust (1993)
- North of Chiang Mai (1992)
- Dolly Dearest (1992)
- Ragin' Cajun (1991)
- After School (1988)
- Gardens of Stone (1987)
- Hunter's Blood (1987)
- Prime Risk (1985)
- Bronco Billy (1980)
- Up from the Depths (1979)
- Apocalypse Now (1979)
- The Outlaw Josey Wales (1976)
- Zandy's Bride (1974)
- Class of '44 (1973)
- The Last Picture Show (1971)

## Producer
- Picture This: The Times of Peter Bogdanovich in Archer City, Texas (1991)